# Buccinum sigmatopleura
Buccinum sigmatopleura är en snäckart som beskrevs av Dall 1907. Buccinum sigmatopleura ingår i släktet Buccinum och familjen valthornssnäckor. Inga underarter finns listade i Catalogue of Life.